# Хмельниця
Хмельниця (Хмельніца, Хмельніця) (словац. Chmeľnica нім. Hobgarten) — село в Словаччині, Старолюбовняському окрузі Пряшівського краю. Розташоване в північно-східній частині Словаччини на північних схилах Любовньянської височини в долині річки Попрад.
Вперше згадується у 1315 році.
В селі є римо-католицький костел з половини 18 ст. в стилі бароко—класицизму.
В селі щорічно відбуваються «Дні німецької культури»— культури спиських німців, яких предки колонізували регіон з 13— 14 ст. після спустошення земель під час монголо—татарської навали.

## Населення
| Рік:            | 1994. | 2004.   | 2014.   | 2024.   |
| --------------- | ----- | ------- | ------- | ------- |
| Кількість осіб: | 905   | 918     | 977     | 1009    |
| Різниця:        |       | +1,43 % | +6,42 % | +3,27 % |

| Рік:            | 2023. | 2024.   |
| --------------- | ----- | ------- |
| Кількість осіб: | 992   | 1009    |
| Різниця:        |       | +1,71 % |

В селі проживає 953 осіб.
Національний склад населення (за даними останнього перепису населення — 2001 року):
- словаки — 87,20%
- німці — 11,71%
- поляки — 0,22%
- чехи — 0,22%
- русини — 0,11%

Склад населення за приналежністю до релігії станом на 2001 рік:
- римо-католики — 96,50%,
- греко-католики — 2,63%,
- протестанти — 0,11%,